# Dunning (Nebraska)
Pour les articles homonymes, voir Dunning.
La ville de Dunning est située dans le comté de Blaine, dans l’État du Nebraska, aux États-Unis. Sa population s’élevait à 103 habitants lors du recensement de 2010.
Le comté tout entier ne compte que 478 habitants.

## Source
- (en) Cet article est partiellement ou en totalité issu de l’article de Wikipédia en anglais intitulé « Dunning, Nebraska » (voir la liste des auteurs).